# James Howard-Johnston
James Douglas Howard-Johnston (* 12. März 1942) ist ein englischer Historiker und Byzantinist.

## Familie
James Howard-Johnston gehört der englischen Oberschicht (Peerage) an: Er ist der Enkel des britischen Feldmarschalls Earl Douglas Haig, des Oberbefehlshabers der britischen Armee im Ersten Weltkrieg; sein Vater war der Konter-Admiral Clarence Dinsmore Howard-Johnston (1903–1996). 1954 heiratete seine Mutter, Lady Alexandra Henrietta Louisa Haig (1907– 1997), in zweiter Ehe den berühmten Historiker Hugh Trevor-Roper, Baron Dacre of Glanton, der damit sein Stiefvater wurde.
Howard-Johnston ist verheiratet mit der Romanautorin Angela Huth, sie haben eine gemeinsame Tochter.

## Leben und Werk
Howard-Johnston wurde 1971 an der Universität Oxford promoviert. Er war von 1971 bis zu seiner Emeritierung 2009 Dozent für Byzantine Studies und Fellow des Corpus Christi College der Universität Oxford. Seine Forschungsschwerpunkte sind die Spätantike und die byzantinische Zeit, für die er als international ausgewiesener Experte gilt.
Er beschäftigte sich intensiv mit den Beziehungen zwischen Ostrom/Byzanz und dem Sassanidenreich, mit den Umwälzungen im östlichen Mittelmeerraum im 7. Jahrhundert und mit der zeitgenössischen Geschichtsschreibung. Während er aus gesundheitlichen Gründen lange Zeit nur wenig publizieren konnte, trat er seit den 1990er Jahren mit einer Reihe vielbeachteter Arbeiten hervor. Neben mehreren wichtigen Aufsätzen veröffentlichte er so 2010 eine umfassende Studie zur „Weltkrise“ des 7. Jahrhunderts, in der er ausführlich die diesbezüglichen Quellen untersucht und einen darauf beruhenden historischen Überblick liefert, wobei er mehrere Ereignisse neu datiert (so den Tod von ʿAlī ibn Abī Tālib ins Jahr 658 statt 661) bzw. anders interpretiert. 2021 publizierte er ein umfangreiches Werk über den römisch-persischen Krieg unter Chosrau II.
2012 hielt Howard-Johnston die Felix-Jacoby-Vorlesung an der Universität Kiel, 2016 die Lees Knowles Lectures in Cambridge. Er ist Mitglied im renommierten Gremium für die Vergabe des Hawthornden-Preises, dem ältesten Literaturpreis in Großbritannien.

## Publikationen (Auswahl)
- Studies in the organization of the Byzantine army in the tenth and eleventh centuries. Oxford 1971 (Oxford, University of Oxford, Dissertation 1971).
- mit Nigel Ryan: The scholar and the gipsy. Two journeys to Turkey, past and present. Sinclair-Stevenson, London 1992, ISBN 978-185619133-3.
- mit Paul Antony Hayward  (Hrsg.): The cult of saints in late antiquity and the Middle Ages. Essays on the contribution of Peter Brown. Oxford University Press, Oxford u. a. 1999, ISBN 0-19-826978-1.
- mit Robert W. Thomson: The Armenian History attributed to Sebeos (= Translated Texts for Historians. Bd. 31). 2 Bände (Bd. 1: Translation and Notes. Bd. 2: Historical Commentary). Translated, with Notes. Liverpool University Press, Liverpool 1999, ISBN 0-85323-564-3 (Der historische Kommentar wurde von Howard-Johnston verfasst).
- East Rome, Sasanian Persia and the End of Antiquity. Historiographical and historical Studies (= Variorum Collected Studies Series. Bd. 848). Ashgate, Aldershot u. a. 2006, ISBN 0-86078-992-6 (Aufsatzsammlung).
- Witnesses to a World Crisis. Historians and Histories of the Middle East in the Seventh Century. Oxford University Press, Oxford u. a. 2010, ISBN 978-0-19-920859-3 (Rezension in Bryn Mawr Classical Review; Rezension in Sehepunkte).
- Historical Writing in Byzantium. Verlag Antike, Heidelberg 2014, ISBN 978-3-938032-72-5.
- The Last Great War of Antiquity. Oxford University Press, Oxford 2021.